# István Nagy (Eishockeyspieler)
István Zoltan Nagy (* 15. Mai 1981 in Miercurea Ciuc) ist ein rumänischer Eishockeyspieler, der seit 2016 beim ASC Corona 2010 Brașov in der MOL Liga spielt.

## Karriere

### Club
István Nagy, der der ungarischsprachigen Minderheit der Szekler in Rumänien angehört, begann seine Karriere beim heutigen HSC Csíkszereda. Mit dem traditionellen Club der Szekler, der sich damals noch SC Miercurea Ciuc nannte, gewann er 2000 und 2004 den Rumänischen Meistertitel. 2001 und 2003 gewann er mit seinem Verein auch den rumänischen Pokalwettbewerb. Die Pannonische Liga gewann er mit seinem Club 2004. 2005 versuchte er sich bei den Knoxville Ice Bears  in der Southern Professional Hockey League, kam dort aber lediglich zu sechs Einsätzen, so dass er bereits während der laufenden Saison nach Europa zurückkehrte und beim Újpesti TE die Spielzeit zu Ende brachte. Das Folgejahr verbrachte er wieder bei seinem Stammverein, mit dem er das Double aus Meisterschaft und Pokalsieg erringen konnte. Von 2007 bis 2009 spielte er beim Lokalkonkurrenten HC Csíkszereda, mit dem er 2009 die erste Auflage der neugegründeten MOL Liga gewinnen konnte. Da der Club 2009 trotz des sportlichen Erfolges aus finanziellen Gründen den Spielbetrieb einstellen musste, wechselte Nagy zum zweiten Mal nach Ungarn zum Újpesti TE, blieb dort jedoch nur eine Spielzeit und wechselte 2010 erneut zu seinem Heimatverein, der sich gerade in HSC Csíkszereda umbenannt hatte, zurück. 2011, 2012 und 2013 wurde er erneut rumänischer Landesmeister. 2011 und 2014 errang er mit dem Klub den Pokalsieg und 2011 gelang ihm sein zweiter Sieg in der MOL Liga (für den HSC Csíkszereda war es der erste Erfolg in dieser Liga). Gegen Ende der Hauptrunde der Spielzeit 2014/15 verließ er seine Geburtsstadt und heuerte beim CSM Dunărea Galați an, mit dem er im selben Jahr noch rumänischer Landesmeister wurde. Obgleich er mit dem Klub aus dem äußersten Osten Rumäniens den Titel 2016 verteidigen konnte, wechselte er anschließend zum ASC Corona 2010 Brașov in die MOL Liga, spielt aber ebenso auch in der rumänischen Liga  und wurde 2017 auch mit seinem neuen Klub rumänischer Meister.

### International
Nagy spielt international im Gegensatz zu anderen Szeklern, die für Ungarn antreten, für sein Geburtsland Rumänien. Bereits im Juniorenbereich war er international aktiv: Sein Debüt gab er bei der U18-C-Europameisterschaft 1998. Im Folgejahr spielte er bei der U18-Weltmeisterschaft in der Europa-Division I. Im U20-Bereich spielte er bei den D-Weltmeisterschaften 1999 und 2000 sowie, nach der Umstellung auf das heutige Divisionssystem, 2001 in der Division III.
Sein Debüt in der Herren-Nationalmannschaft gab Nagy bei der Weltmeisterschaft der Division I 2002. Auch 2003, 2004, 2007, 2012, 2013 und 2016 spielte er in der Division I. Nach zwischenzeitlichen Abstiegen stand er 2006, 2008, 2010, 2011, als er der Topscorer unter den Abwehrspielern des Turniers war und hinter seinem Landsmann Szabolcs Papp auch die zweitbeste Plus/Minus-Bilanz erreichte, und 2017 in der Division II auf dem Eis. Zudem vertrat er seine Farben bei den Qualifikationsturnieren für die Olympischen Winterspiele 2006 in Turin, 2010 in Vancouver und 2018 in Pyeongchang.

## Erfolge und Auszeichnungen
| - 2000 Rumänischer Meister mit dem SC Miercurea Ciuc - 2001 Rumänischer Pokalsieger mit dem SC Miercurea Ciuc - 2003 Rumänischer Pokalsieger mit dem SC Miercurea Ciuc - 2004 Rumänischer Meister mit dem SC Miercurea Ciuc - 2004 Gewinn der Pannonischen Liga mit dem SC Miercurea Ciuc - 2007 Rumänischer Meister und Pokalsieger mit dem SC Miercurea Ciuc - 2008 Rumänischer Pokalsieger mit dem HC Csíkszereda - 2009 Sieger der MOL Liga mit dem HC Csíkszereda | - 2011 Rumänischer Meister und Pokalsieger mit dem HSC Csíkszereda - 2011 Sieger der MOL Liga mit dem HSC Csíkszereda - 2012 Rumänischer Meister mit dem HSC Csíkszereda - 2013 Rumänischer Meister mit dem HSC Csíkszereda - 2014 Rumänischer Pokalsieger mit dem HSC Csíkszereda - 2015 Rumänischer Meister mit dem CSM Dunărea Galați - 2016 Rumänischer Meister mit dem CSM Dunărea Galați - 2017 Rumänischer Meister mit dem ASC Corona 2010 Brașov |

### International
- 2006 Aufstieg in die Division I bei der Weltmeisterschaft der Division II, Gruppe A
- 2008 Aufstieg in die Division I bei der Weltmeisterschaft der Division II, Gruppe A
- 2011 Aufstieg in die Division I bei der Weltmeisterschaft der Division II, Gruppe B
- 2017 Aufstieg in die Division I, Gruppe B, bei der Weltmeisterschaft der Division II, Gruppe A

## MOL-Liga-Statistik
(Stand: Ende der Saison 2017/18)